# Begonia cuernavacensis
Espèce
Begonia cuernavacensis est une espèce de plantes de la famille des Begoniaceae.
L'espèce fait partie de la section Knesebeckia.
Elle a été décrite en 1959 par Rudolf Christian Ziesenhenne (1911-2005).

## Répartition géographique
Cette espèce est originaire du Mexique.